# Aulisostes paradoxus
Aulisostes paradoxus är en skalbaggsart som beskrevs av Renaud Maurice Adrien Paulian 1982. Aulisostes paradoxus ingår i släktet Aulisostes och familjen Hybosoridae. Inga underarter finns listade.